# Ирбис-Шегуй хан
Ирбис-Шегуй хан (тронное имя кит. упр. 乙毗射匮可汗, пиньинь yipishikuikehan, палл. Ипишэкуйкэхань) — каган Западно-тюркского каганата с 642 года по 650 год.

## Правление
Первым делом отправил послов в Чанъань, вторым напал на Юкука. Юкук был осаждён в крепости Байшуйху. Вскоре Юкук уехал в Тохаристан и Ирбис отправил в Чанъань дань и попросил о браке. Император требовал отдать Тан города: Хотан, Кашгар, Чжуцзюйбо и Цун-лин. Каган отказался и брак не состоялся.
В 646 каган решил, что Ашина Хелу восстал и отправил против него войска. В Джунгарии действительно было восстание, но многие говорили, что Хелу непричастен. Хелу бежал в Тан. Хелу некоторое время служи в Танской армией, он командовал тюркским корпусом при завоевании Западного края. В 649 он собрал свою орду, забрал сына из танской гвардии и пересёк границу каганата. Большинство тюрок присоединились к Хэлу. Ашина Хэлу разбил Ирбиса и сам убил его.